# Ришар II (виконт Мийо)
Ришар II (Richard II de Millau) (ум. 1050/06.04.1051) — виконт Мийо и Жеводана.
Родился не ранее 1006 года. Сын или внук Ришара I (р. ок. 975,  ум. после 28 июля 1013). Впервые упоминается с титулом виконта в хартии от 22 марта 1023. В 1035 году впервые назван виконтом Мийо и Жеводана.
Жена — Риксинда Нарбоннская (р. не ранее 1020, ум. после 1070), дама Лодева и Монбрена, дочь виконта Нарбонна Беренгера и его жены Герсенды де Безалу.
Известно шестеро их детей:
- Беренгер II (ум. после 1080), виконт Мийо
- Роже (ум. после 1058)
- Бернар де Мийо (ум. в Риме в 1079) — архидиакон, кардинал, папский легат
- Гуго, виконт Карла и Лодева
- Раймон (ум. после 1 июля 1060), виконт Карла и Лодева
- Ришар де Мийо (ум. 15 февраля 1121), кардинал с 1077/1082, архиепископ Нарбонна с 1106.